# 레너드 삭스
레너드 삭스(Leonard Sachs, 1909년 9월 26일 ~ 1990년 6월 15일)는 영국의 연극 배우, 영화배우, 배우, 텔레비전 배우, TV 사회자이다.
로데포르트에서 태어났으며 런던에서 사망하였다.

## 영화
- 재뉴어리 (1975년)
- 크라운 코트 (1972년)
- 007 선더볼 작전 (1965년)
- 프로이트 (1962년)
- 공포의 맛 (1961년)
- 콩가 (1961년)
- 코로네이션 스트리트 (1960년)
- 거대한 바다 괴물 (1959년)
- 젠틀맨 메리 브뤼네트 (1955년)